# Cidade de Capitais
Cidade de Capitais (em inglês: City of Capitals, e em russo: Город Столиц) é um complexo multifuncional de dois arranha-céus, localizados na parcela 9 do Centro Comercial Internacional Cidade de Moscou em Moscou, na Rússia. O Complexo Cidade de Capitais simbolizam as cidades do Moscou e São Petersburgo, cujos nomes são dos dois arranha-céus do complexo, Edifício Moscou e o Edifício São Petersburgo. O Complexo foi finalizado em 2009, e o Edifício Moscou de 302 metros de altura, superou o Naberezhnaya Tower e se torna o mais alto arranha-céu da Europa.

## Dados técnicos
- Edifício Moscou - Contém 302 metros de altura (com a altura da antena, 306 metros de altura). Possui 73 andares, e é o maior arranha-céu de toda a Europa. Seu nome simboliza a cidade de Moscou.
- Edifício São Petersburgo - Contém 256 metros de altura, possui 62 andares, e seu nome simboliza a cidade de São Petersburgo.
- Complexo Cidade de Capitais
- Custo - UU$ 450 milhões de dólares
- Área total desportiva (fitness): 2 480 metros quadrados
- Área total ao público, incluindo restaurantes e cinemas: 10 800 metros quadrados
- Área total para escritório: 80 000 metros quadrados
- Área total de apartamentos: 101 440 metros quadrados
- Espaço para estacionamento: 2 000 vagas